# Pałac w Wierzbiu
Pałac w Wierzbiu – wybudowany w miejscowości Wierzbie.

## Historia
Obiekt jest częścią zespołu pałacowego, w skład którego wchodzi jeszcze park.